# The Seattle Times

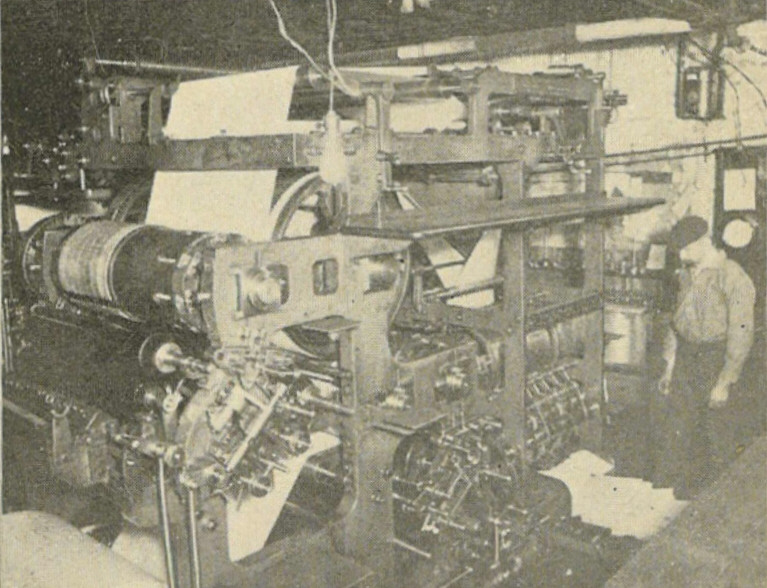
Tryckpress på The Seattle Daily Times, år 1900.

The Seattle Times, dagligen utkommande tidning i Seattle, Washington i USA, grundad år 1891. The Seattle Times är den ledande tidningen i Seattle. Den uppstod som The Seattle Press-Times, en fyrasidors tidning grundad år 1891, med en upplaga på 3500 ex. Tidningen köptes av läraren och advokaten Alden J. Blethen från Maine år 1896. Efter namnbytet till The Seattle Daily Times fördubblades upplagan på mindre än ett halvår, och år 1915 var den på hela 70 000 ex. År 2004 var upplagan en vanlig veckodag på 234 274 ex. 
Tidningen var från början en kvällstidning, men ändrade år 1999 utdelning till morgonen, eftersom utdelningsfordonen skulle ha lättare att komma fram i trafiken på morgonen. 